# Höingen (Ense)
Höingen ist ein Ortsteil der Gemeinde Ense in Nordrhein-Westfalen, Deutschland und gehört zum Kreis Soest. Höingen hat 1.879 Einwohner.
Im Jahre 793 wurde das Dorf erstmals unter der Bezeichnung „Hoangi“ schriftlich erwähnt. Am 1. Juli 1969 wurde Höingen bei der kommunalen Neugliederung durch das Soest/Beckum-Gesetz in die Gemeinde Ense eingegliedert.
Die höchste Erhebung Höingens ist der Fürstenberg mit 278,9 m ü. NN. Auf ihm befinden sich die Burg Fürstenberg, die Burg Oldenburg und vorgeschichtliche Hügelgräber.
Höingen verfügt über verschiedene Freizeitaktivitäten, dazu zählt neben dem Breitensport des Höinger SV auch die Schießabteilung des SSC Höingen. Besondere Feste für die Dorfbewohner sind Karneval (Höingen für Lau), das Schützenfest der St. Josef Schützenbruderschaft Höingen als auch kleinere Veranstaltungen wie z. B. die Höinger Firefighter Challenge, welche von der Löschgruppe Höingen organisiert wird, oder den Höinger Heidelauf.
Das Dorf ist bäuerlich geprägt und besitzt heute rund 7 landwirtschaftliche Betriebe. Höingen grenzt im Norden an Parsit und Bremen, im Westen an das Doppeldorf Hünningen-Lüttringen und im Osten an das scherzhaft bezeichnete „Rattendorf“ Niederense. Höingen ist das flächenmäßig größte Dorf in der Gemeinde Ense.

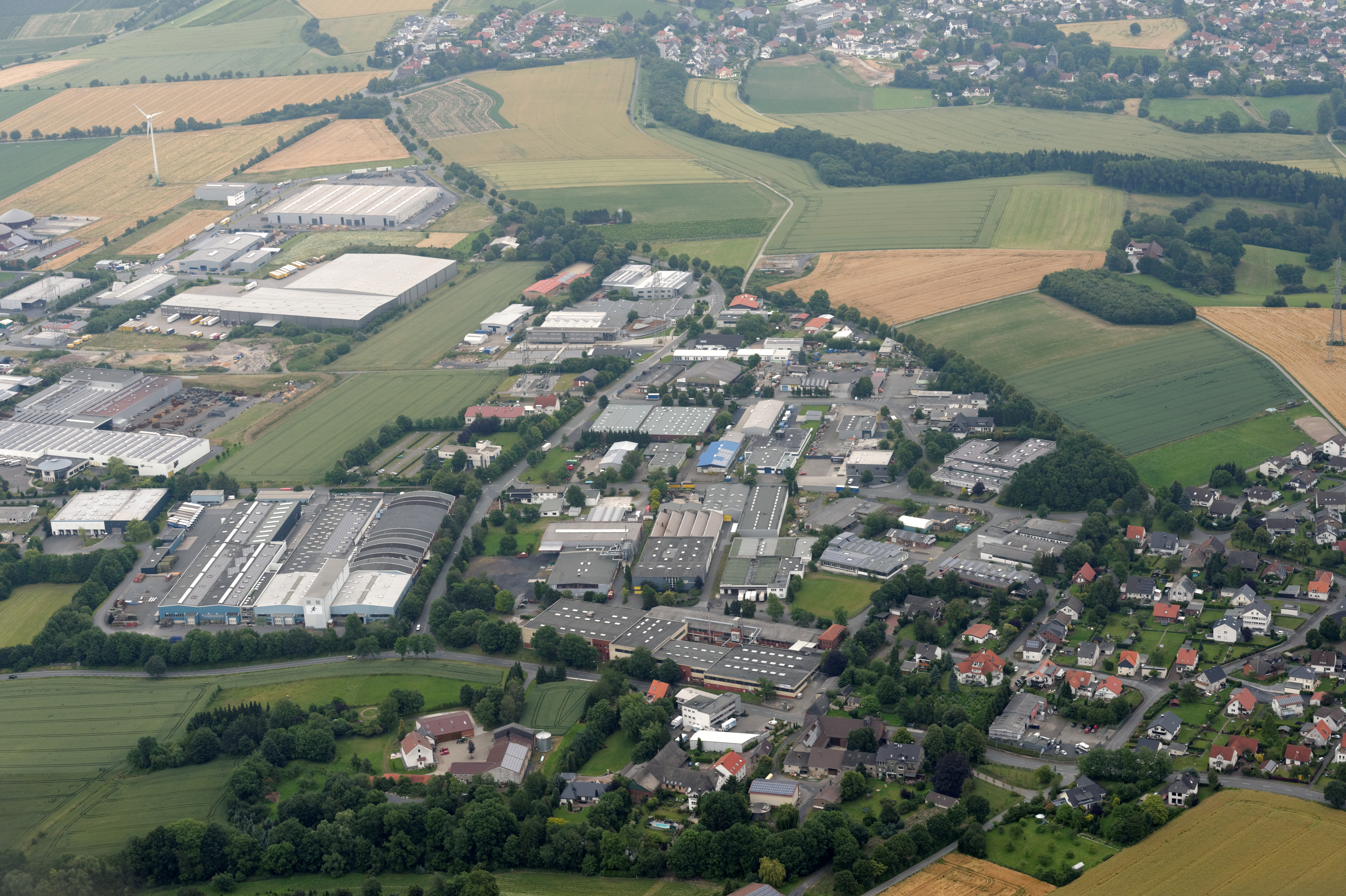
Gewerbegebiet